# دارکوب سینه‌رگه‌ای
دارکوب سینه‌رگه‌ای، دارکوب سینه‌رگه‌دار یا دارکوب سینه‌نشان (نام علمی: Picus viridanus) نام یک گونه از زیرخانواده دارکوبیان است.